# Palaeoraphe dominicana
Genre
Espèce
Classification phylogénétique
Palaeoraphe dominicana est une espèce éteinte de plantes à fleurs de la famille des Arecaceae (les palmiers), du genre monotypique Palaeoraphe, ayant existé au début du Miocène (Burdigalien), et dont les traces ont été retrouvées dans les gisements d'ambre sur l'île d'Hispaniola,. Le genre est connu à partir d'une seule fleur entière de 10,8 millimètres de diamètre découverte dans la mine de la Toca au nord-est de Santiago de los Caballeros.
Son holotype est actuellement déposé dans les collections de l'Université d'État de l'Oregon à Corvallis, sous la référence "Sd-9-158", où il a été étudié et décrit par le Dr George Poinar. Le Dr Poinar a publié en 2002 sa description type de Palaeoraphe dans le volume 139 du Botanical Journal of the Linnean Society.  Le nom du genre est une combinaison des mots grecs Palaios signifiant «ancien» et Raphia un genre de palmier, tandis que l'épithète spécifique dominicana fait référence à la République dominicaine, où le fossile a été découvert.
Palaeoraphe a été placé dans la sous-tribu Livistoninae, qui compte douze genres modernes, trouvés à la fois dans l'ancien et le nouveau monde. La fleur de Palaeoraphe est semblable à celle de trois genres modernes, Acoelorraphe, Brahea et Colpothrinax, la structure la plus proche étant celle de Brahea. Ces deux genres ont en commun des sépales distincts, des pétales avec des sillons dans l'axe de la fleur et des anthères de même forme et dimensions. Les deux genres se distinguent cependant par les stigmates, qui sont unis sur toute leur longueur chez Brahea et écartés chez Palaeoraphe. La fleur de P. dominicana est formée d'un calice de trois sépales larges irréguliers avec des franges au sommet. Les trois pétales sont unis à leur base et la fleur a six étamines ; celles qui vont de pair avec les pétales sont placées dans des dépressions à la surface du pétale, tandis que les trois autres sont partiellement dressées.
Le Dr Poinar a proposé que le genre Palaeoraphe puisse avoir été un genre sténotopique qui se serait limité aux Grandes Antilles et, probablement, à la seule île d'Hispaniola. L'extinction de Palaeoraphe pourrait avoir été provoquée par des changements de flore et de faune au cours du Pliocène et du Pléistocène.